# 黄玉崑
黄 玉崑（こう ぎょくこん、Huang Yukun、1817年頃 - 1857年）は、太平天国の指導者の一人。
広西省潯州府桂平県出身。翼王石達開の妻の父。知識人階層出身で、馮雲山が官憲に逮捕されたときに賄賂を贈って釈放させ、拝上帝会の危機を救ったことがある。金田蜂起後、殿左一指揮となり、1852年の長沙の戦いから一軍を領した。よく部隊をまとめあげて、武昌の戦いでは、彼の部隊が漢陽を占領した。この功で殿左一検点に昇進した。天京に都を定めた後は、夏官正丞相となり、司法関係を担当した。1854年に衛国公に昇進するが、東王楊秀清の親族と燕王秦日綱の馬丁の裁判で、楊秀清の親族に有利に取り計らわなかったため、楊秀清から処罰・降格された。その後、翼王府で文書処理を担当するが、またもとの地位に戻された。1855年、石達開に従って江西省の攻略に赴いた。1856年に石達開が江南大営の攻略のため天京に戻ると、代わって黄玉崑が江西省の軍務を担当したが、1857年に吉安での戦闘で戦死した。